# Polícia Estadual (Índia)
As Políciais Estaduais da Índia, são organizações policiais pertencentes ao governo de cada um dos estados da República da Índia, dirigidas, em cada unidade federativa, por um Diretor Geral de Polícia e subordinadas ao Ministério do Interior estadual.
Têm como atribuições a manutenção da ordem pública nas cidades e áreas rurais, a prevenção e a repressão das infrações penais. 

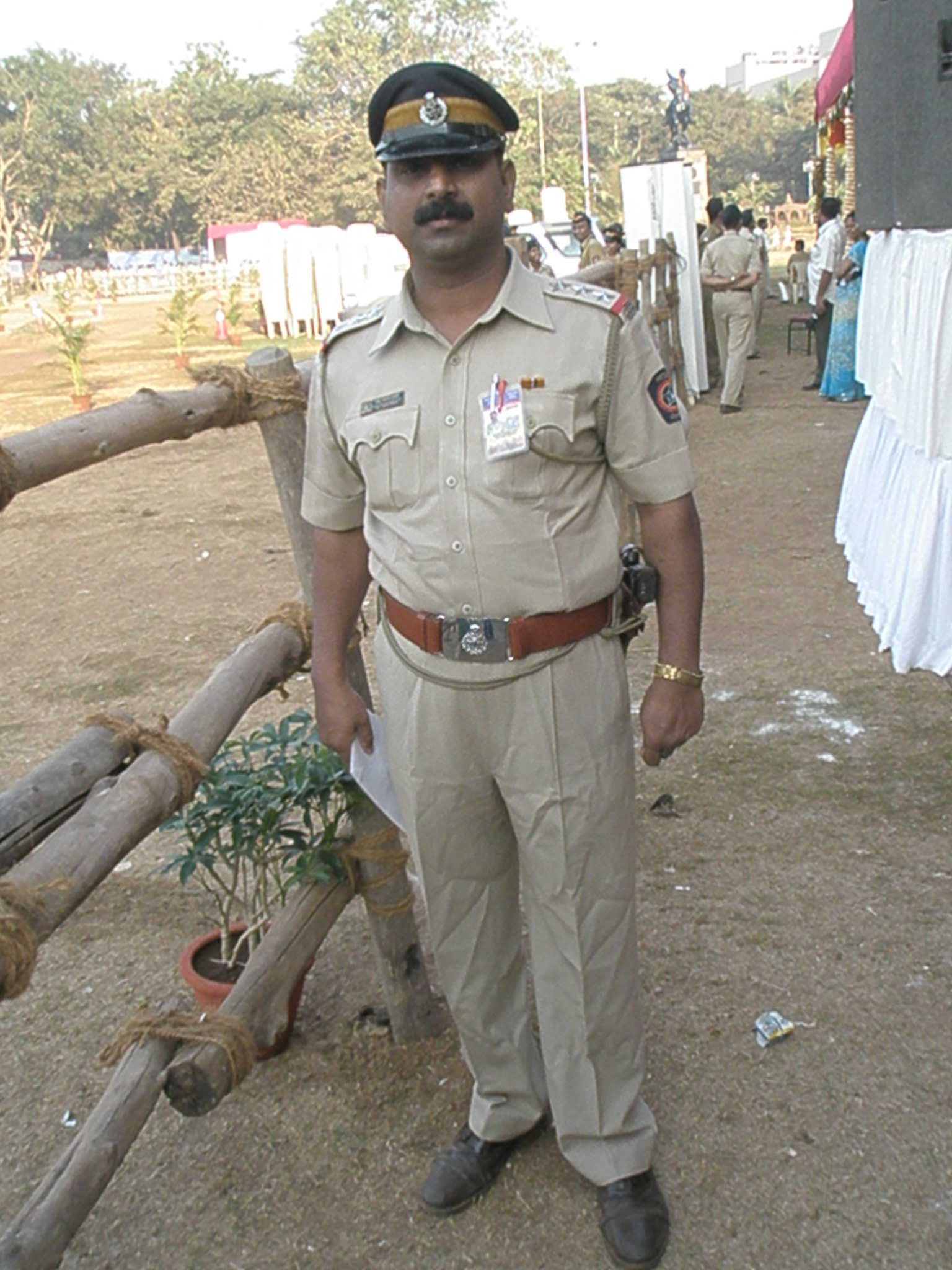
Inspetor de Polícia em Mumbai

Subordinado ao Diretor Geral, o Inspetor Geral de Polícia supervisiona os vários departamentos da polícia, quanto à obediência dos dispositivos legais e regulamentares, ao treinamento, às atividades de inteligência, aos serviços técnicos especializados etc., os quais tem o seguinte desdobramento organizacional:
- Departamento de Polícia – dirigidos por Sub-inspetores-gerais
- Divisão de Polícia – dirigidas por Superintendentes de Polícia
- Sub-divisão de Polícia – dirigidas por Superintendentes Auxiliares ou Superintendentes Assistentes
- Coordenadorias de área – chefiadas por Inspetores de Polícia
- Distritos policiais – chefiados por Sub-inspetores de Polícia

Cada Polícia Estadual mantêm o seu corpo de intervenção denominado de Polícia Especial ou Força de Intervenção, empregado em controle de distúrbios e outras situações de emergência. Em geral, essas unidades não mantêm contato com o público, salvo durante feiras e exposições, eventos desportivos, eleições ou desastres naturais. Podem, também, atuar em ações antiterroristas.
Dentre as atribuições das Polícias Estaduais, também,  se inclui a polícia de trânsito.

## Polícias Metropolitanas
Dependendo da legislação de cada estado, as Polícias Metropolitanas podem estar subordinadas ou não à Polícia Estadual.
As Polícias Metropolitanas são forças policiais de atuação restrita aos limites das grandes cidades, chefiadas pelos Comissários de Polícia.
A Polícia de Delhi é uma exceção e está subordinada ao Governo Central indiano.

## Seleção e treinamento

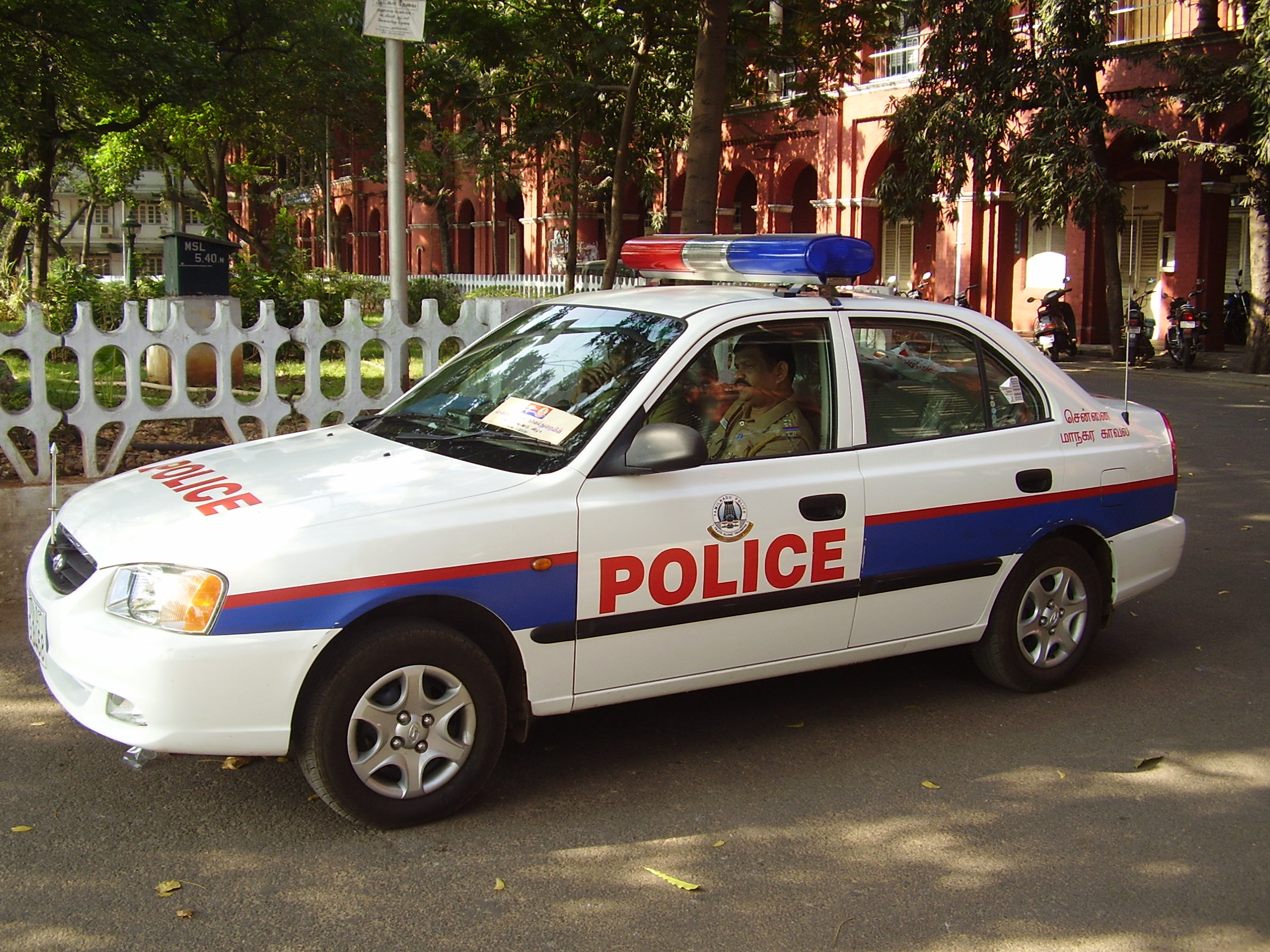
Carro patrulha da Polícia da Grande Chennai

O recrutamento para a força policial difere conforme o nível do cargo a ser preenchido.
Níveis mais altos de escolaridade são exigidos para os postos mais elevados, como é o caso dos aspirantes à Superintendentes de Polícia, recrutados anualmente através de disputados concursos realizados perante o UPSC (Union Public Service Commission), um órgão do governo central, que seleciona os quadros das polícias indianas (e dos demais serviços do estado).
À aprovação segue-se um rigoroso treinamento (físico e intelectual) de 44 semanas na Academia Estadual de Polícia, com a participação de juristas e outros especialistas convidados de diversas áreas do conhecimento.
Outros cargos de hierarquia inferior podem ser preenchidos mediante seleção realizada pela própria polícia estadual ou pelo governo central, com treinamento ministrado pela Escola de Recrutas da Polícia, por um período de um ano para inspetores e nove meses para os agentes uniformizados.

## Armas e equipamentos
- Armamento usual - Pistola - Browning cal.9mm
- Armamento de uso autorizado pela unidade policial - Rifles - Lee-Enfield e Self Loading Rifles (semi-automáticas)
- Armamento de uso das unidades especiais - Fuzis - AK 47 Assault Rifles
Os policiais uniformizados usam o lathi, uma vara feita de bambu empregada no controle de distúrbios.

## Transporte
Veículos mais empregados:
- utilitários (Tata Sumo, Tata Safari, Toyota Qualis)
- jeeps  (Mahindra & Mahindra)
- automóveis (Hyundai Accent, Maruti Esteem)
- motocicletas (Royal Enfield Bullet, Bajaj Pulsar)
- bicicletas